# Amphibologryllacris cyaneoterminata
Amphibologryllacris cyaneoterminata är en insektsart som först beskrevs av Heinrich Hugo Karny 1935.  Amphibologryllacris cyaneoterminata ingår i släktet Amphibologryllacris och familjen Gryllacrididae. Inga underarter finns listade i Catalogue of Life.